# Khonsu
Khonsu (de asemenea, Chonsu, Khensu, Khons, Chons sau Khonshu) este un străvechi zeu Egiptean al lunii. Numele lui înseamnă "călător", și acest lucru se poate referi la călătoria lunii de pe cerul nopții. Împreună cu Thoth a marcat trecerea timpului. Khonsu a avut un rol esențial în crearea unei noi vieți, în toate creaturile vii. 
În artă, Khonsu este în mod obișnuit descris ca o mumie cu simbolul copilăriei, o șuviță de păr, precum și colierul menat. El are legături strânse cu alți copii divini precum Horus și Shu. El este uneori arătat purtând un cap de vultur sau de șoim precum Horus, cu care este asociat ca protector și vindecător, împodobit cu discul solar și semiluna.